# جرين ثعيل (السدة)

تعديل مصدري - تعديل

جرين ثعيل محلة تابعة لقرية شيعان، التابعة لعزلة بني العثمانيين بمديرية السدة إحدى مديريات محافظة إب في الجمهورية اليمنية.، بلغ تعداد سكانها 37 حسب تعداد اليمن لعام 2004.